# Ак-Мустафа
Ак-Мустафа — поселение эпохи бронзы (XIV—XII века до н. э.), в 40 км от аула Кызылтау Шетского района Карагандинской области, на правом берегу реки Атасу. В 1976—1981 исследовано Центрально-Казахстанской археологической экспедицией (рук. М. К. Кадырбаев (1932—1982), Ж. К. Курманкулов). Обнаружены остатки 49 сооружений круглой формы диаметром 6—10 м, 2 из них относятся к XIV—XII векам до н. э., один XII—XI векам до н. э.
При раскопках были найдены: печь для плавки меди, фрагменты мельницы, мотыги каменные, бронзовые ножи, инструменты для выделки кожи и обработки шерсти, узорчатые кувшины, кости домашних и диких животных. Жилища представляли собой полуподвальные помещения с 2—3 открытыми каменными очагами, с четырьмя стенами из брёвен, которые глубоко вкопаны в землю. Жилища последнего периода эпохи бронзы имели круглую форму, были сборными, как юрты.